# Chonomyaquilho
Chonomyaquilho är en ort i Mexiko.   Den ligger i kommunen Larráinzar och delstaten Chiapas, i den sydöstra delen av landet, 700 km öster om huvudstaden Mexico City. Chonomyaquilho ligger 2 020 meter över havet och antalet invånare är 339.
Terrängen runt Chonomyaquilho är huvudsakligen kuperad, men norrut är den bergig. Terrängen runt Chonomyaquilho sluttar norrut. Runt Chonomyaquilho är det ganska tätbefolkat, med 166 invånare per kvadratkilometer. Närmaste större samhälle är Bochil, 18,7 km nordväst om Chonomyaquilho. I omgivningarna runt Chonomyaquilho växer i huvudsak städsegrön lövskog.